# Herb gminy Borkowice
Herb gminy Borkowice – symbol gminy Borkowice, ustanowiony 29 stycznia 2009.

## Wygląd i symbolika
Herb przedstawia na tarczy w polu czerwonym łabędzia o orężu złotym, stojącego na pagórku zielonym. Łabędź nawiązuje do herbu Łabędź rodziny Dunin-Borkowskich. Rodzina ta była w posiadaniu wsi Borkowice od XIV do XVII wieku.

## Historia herbu
Komisja powołana przez Radę Gminy wybierała spośród dwóch projektów, przedstawionych na posiedzeniu 23 lutego 2005 roku. W pierwszym, odrzuconym widniały w polu podzielonym w rosochę na opak godła z herbów Łabędź Dunin-Borkowskich, Nieczuja Dembińskich i Nałęcz Małachowskich. Przyjęty projekt ograniczał się tylko do przyjęcia niezmienionego herbu Duninów i został zaopiniowany negatywnie przez Komisję Heraldyczną. Po wprowadzeniu dodatkowego elementu – pagórka, Komisja Heraldyczna zaopiniowała projekt pozytywnie w grudniu 2008 roku.